# Lspci
lspci es un comando para los sistemas operativos Unix-like que imprime listas con información detallada sobre todos los Buses y dispositivos del sistema. Se basa en una biblioteca portátil, libpci que ofrece acceso al espacio de configuración PCI en varios sistemas operativos.

## Ejemplo de uso
Salida en un sistema Linux: 
```
00:00.0 Host bridge: 
Intel
 Corporation 82815 815 
Chipset
 Host Bridge and Memory Controller Hub (rev 11)
00:02.0 VGA compatible controller: Intel Corporation 82815 Chipset Graphics Controller (CGC) (rev 11)
00:1e.0 PCI bridge: Intel Corporation 82801 Mobile PCI Bridge (rev 03)
00:1f.0 ISA bridge: Intel Corporation 82801BAM ISA Bridge (LPC) (rev 03)
00:1f.1 IDE interface: Intel Corporation 82801BAM IDE U100 Controller (rev 03)
00:1f.2 USB Controller: Intel Corporation 82801BA/BAM USB Controller #1 (rev 03)
00:1f.3 SMBus: Intel Corporation 82801BA/BAM SMBus Controller (rev 03)
00:1f.4 USB Controller: Intel Corporation 82801BA/BAM USB Controller #2 (rev 03)
00:1f.5 Multimedia audio controller: Intel Corporation 82801BA/BAM AC'97 Audio Controller (rev 03)
01:03.0 CardBus bridge: O2 Micro, Inc. OZ6933/711E1 CardBus/SmartCardBus Controller (rev 01)
01:03.1 CardBus bridge: O2 Micro, Inc. OZ6933/711E1 CardBus/SmartCardBus Controller (rev 01)
01:0b.0 PCI bridge: Actiontec Electronics Inc Mini-PCI bridge (rev 11)
02:04.0 Ethernet controller: Intel Corporation 82557/8/9/0/1 Ethernet Pro 100 (rev 08)
02:08.0 Communication controller: Agere Systems WinModem 56k (rev 01)
```

## Opciones de PCI
Para mostrar un diagrama que incluye todas las ranuras PCI, puentes, dispositivos y sus conexiones:
```
lspci -t
```

Nos mostraría un diagrama como el siguiente:
```
-[0000:00]-+-00.0
           +-02.0
           +-16.0
           +-1a.0
           +-1b.0
           +-1c.0-[01]----00.0
           +-1c.1-[02]--+-00.0
           |            +-00.2
           |            +-00.3
           |            \-00.5
           +-1c.2-[03]--
           +-1d.0
           +-1f.0
           +-1f.2
           \-1f.3
```

Para ver tres diferentes niveles de detalle. La salida será muy extensa en todos los casos:
```
lspci -v
lspci -vv
lspci -vvv
```

Para mostrar los códigos de dispositivo como números en vez de la lista de identidades PCI:
```
lspci -n
```

## Buscar componentes específicos
Si queremos encontrar un componente determinado, por ejemplo la tarjeta de red, usamos la siguiente línea:
```
lspci | grep Ethernet
```

Que mostraría una salida como la siguiente:
```
02:04.0 Ethernet controller: Intel Corporation 82557/8/9/0/1 Ethernet Pro 100 (rev 08)
```

Para detectar la tarjeta de audio:
```
lspci | grep Audio 
```

Y así con cualquier componente específico.